# Erwin Bünning
Pour les articles homonymes, voir Bünning.
Erwin Bünning, né le 23 janvier 1906 à Hambourg et mort le 4 octobre 1990 à Tübingen, est un biologiste allemand. Ses recherches en botanique et en physiologie végétale ont entraîné plusieurs innovations dans les domaines du phototropisme, de la phototaxie, de la différenciation, des hormones de croissance ainsi que des forêts tropicales. Ses contributions les plus célèbres concernent le domaine de la chronobiologie.

## Biographie
Bünning naît à Hambourg d'un professeur d'école, Heinrich Bünning, et d'Hermine Winkler. Son père enseigne l'allemand, l'anglais, les mathématiques et la biologie. Social-démocrate convaincu, hostile à l'idéologie nazie, il est un modèle pour son fils. Erwin étudie la biologie, la chimie, la physique et la philosophie à l'université Humboldt de Berlin et à l'université de Göttingen, entre octobre 1925 et juillet 1928. Il obtient son doctorat de philosophie en mai 1929 à Berlin. Il devient assistant scientifique à l'Université d'Iéna en 1930, puis est muté en Prusse orientale à l'université de Königsberg à la suite de tensions avec certains étudiants impliqués dans le mouvement nazi.
Bünning entreprend en 1938 un voyage d'un an à Java et à Sumatra. Les résultats de ses recherches sur les deux îles sont publiés dans le livre ropische Regenwalder (Forêt tropicale humide). Lorsqu'il rentre en Allemagne, il est enrôlé dans l'armée. Pendant la Seconde Guerre mondiale, il est nommé directeur de thèse à l'université de Strasbourg. En 1945, il devient professeur à l'université de Cologne. Il rejoint l'université de Tübingen l'année suivante. Il y reste jusqu'en 1971, date à laquelle il prend sa retraite, à 65 ans. Il a publié plus de 260 articles dans divers domaines allant de la physiologie végétale à la biologie générale, ainsi que d'un manuel très populaire sur la physiologie des plantes. Il a également écrit une biographie de Wilhelm Pfeffer.
Bünning a épousé Éléonore Walter avec qui il a eu quatre enfants.
Bünning décède le 4 octobre 1990 des suites d'une pneumonie. Écrivant à propos de sa mort, le journal allemand Schwäbisches Tagblatt l'a décrit comme l'un des plus grands botanistes du XXe siècle.

## Principales contributions
Dans le début des années 1930, Bünning propose d'utiliser un rythme circadien de la sensibilité à la lumière pour mesurer l'"empiètement" de la lumière du jour sur la nuit, ce qui consiste en fait en une mesure de la photopériode. Il démontre que les plantes et les insectes se comportent selon les rythmes circadiens qu'ils soient exposés à la lumière continue ou à l'obscurité. En 1932, ses expériences de croisement de plants de haricots de différentes périodes biologiques ont démontré que chaque nouvelle génération avait des périodes de durée intermédiaire, confirmant la théorie selon laquelle les rythmes circadiens sont héréditaires. En 1935, Erwin Bünning détermine l'origine génétique de l'«horloge biologique» (un terme qu'il a inventé), chez les plantes. Il a fallu moins d'une décennie de travaux expérimentaux par Bünning et d'autres pour que cette proposition, appelée Hypothèse de Bünning, soit définitivement acceptée par les chronobiologists.
La chronobiologie étudie les rythmes biologiques ayant cours chez certains procaryotes et chez tous les eucaryotes, des champignons aux humains. La périodicité du plus commun de ces rythmes, appelé rythme circadien ou horloge biologique, est de 24 heures.

## Distinctions
Bünning a présidé la désormais célèbre conférence sur les horloges biologiques du 25e Symposium de Cold Spring Harbor de 1960, organisée par Colin Pittendrigh. Il a été élu membre Académicien de la Botanical Society of America (Société botanique d'Amérique) en 1961. Il a remporté le Charles Reid Barnes Life Membership Award de l'American Society of Plant Biologists (Société américaine des botanistes) en 1973.
Les universités de Glasgow (1974), Fribourg (1977), Erlangen (1977) et Göttingen (1986) lui ont conféré le titre de docteur honoris causa. Il a été membre de diverses académies des sciences : Heidelberger Akademie der Wissenschaften, Académie des sciences de la RDA de Berlin, Académie allemande des sciences Leopoldina de Halle, Académie bavaroise des sciences, National Academy of Sciences de Washington, membre étranger de la Royal Society de Londres et membre honoraire de l'Indian Academy of Sciences.